# Alte Stadtbibliothek

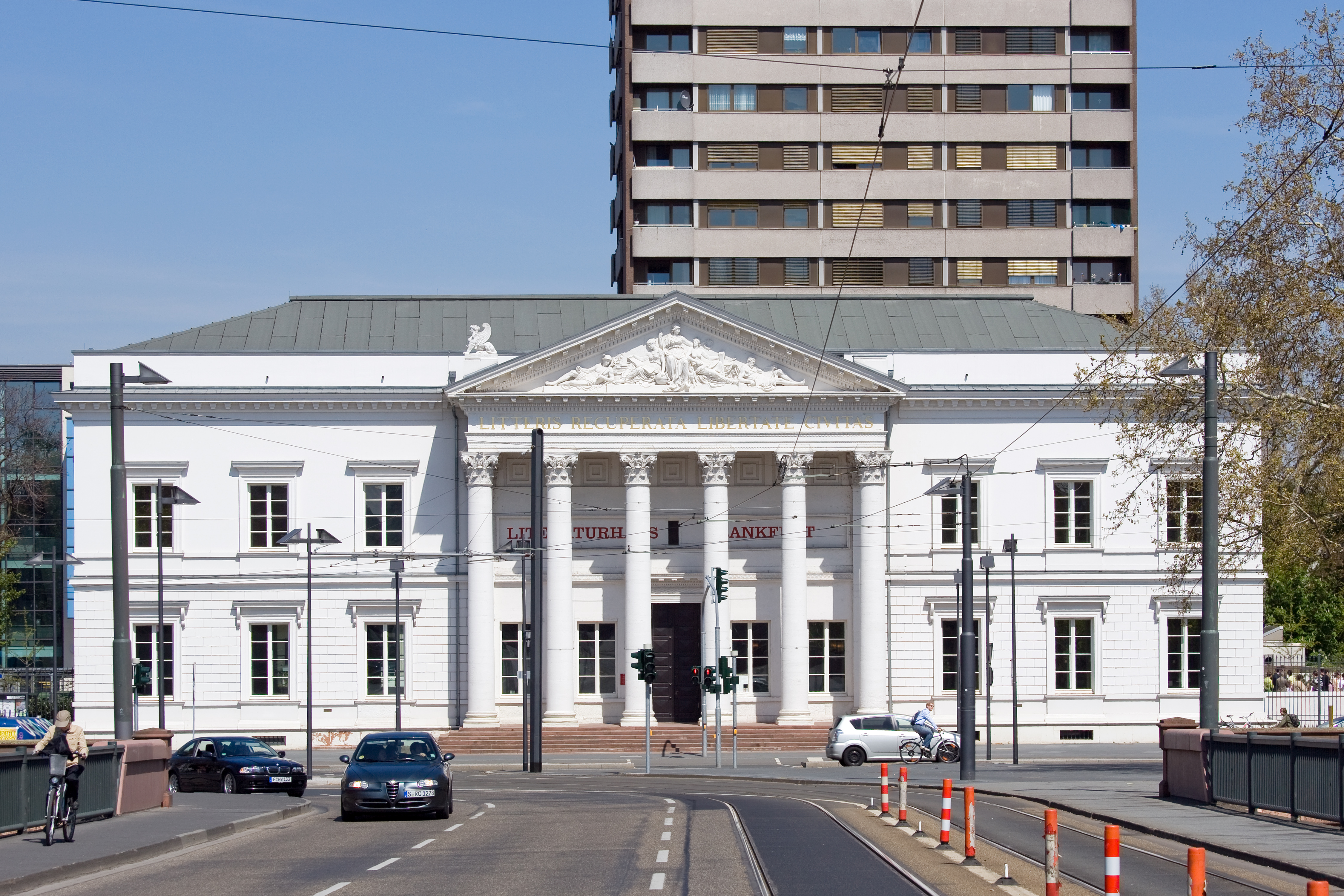
Alte Stadtbibliothek, April 2010

Die Alte Stadtbibliothek ist ein klassizistisches Gebäude in Frankfurt am Main. Im Zweiten Weltkrieg bei den Luftangriffen auf Frankfurt am Main durch Fliegerbomben zerstört, blieb nach dem Abriss der restlichen Ruine nur der Portikus bestehen. Erst im Jahr 2003 wurde der Wiederaufbau beschlossen. Seit 2005 wird die Alte Stadtbibliothek durch das Literaturhaus Frankfurt genutzt.

## Geschichte
Die Wurzeln der Stadtbibliothek liegen unter anderem in einer im 15. Jahrhundert urkundlich erwähnten „Ratsbibliothek“. 1529 übernahm der Rat im Zuge der Aufhebung des Barfüßerklosters auch dessen Bibliothek. Bis 1690 hatte sich die Stadtbibliothek in den ehemaligen Klosterräumen zu einer Sammlung von Objekten der Kunst, Geschichte und Natur erweitert. 1786 wurde die Barfüßerkirche abgerissen, um auf ihrem Standort die Frankfurter Paulskirche neu zu errichten. Auch die übrigen Klosteranlagen, die neben der Stadtbibliothek auch den Allgemeinen Almosenkasten und das städtische Gymnasium beherbergten, genügten nicht mehr den Anforderungen. Es musste eine neue Bibliothek errichtet werden. Planungen zu einer „Bibliotheca publica“ blieben in den achtziger Jahren des 18. Jahrhunderts allerdings stecken. Erst 1814 begannen neue Planungen.

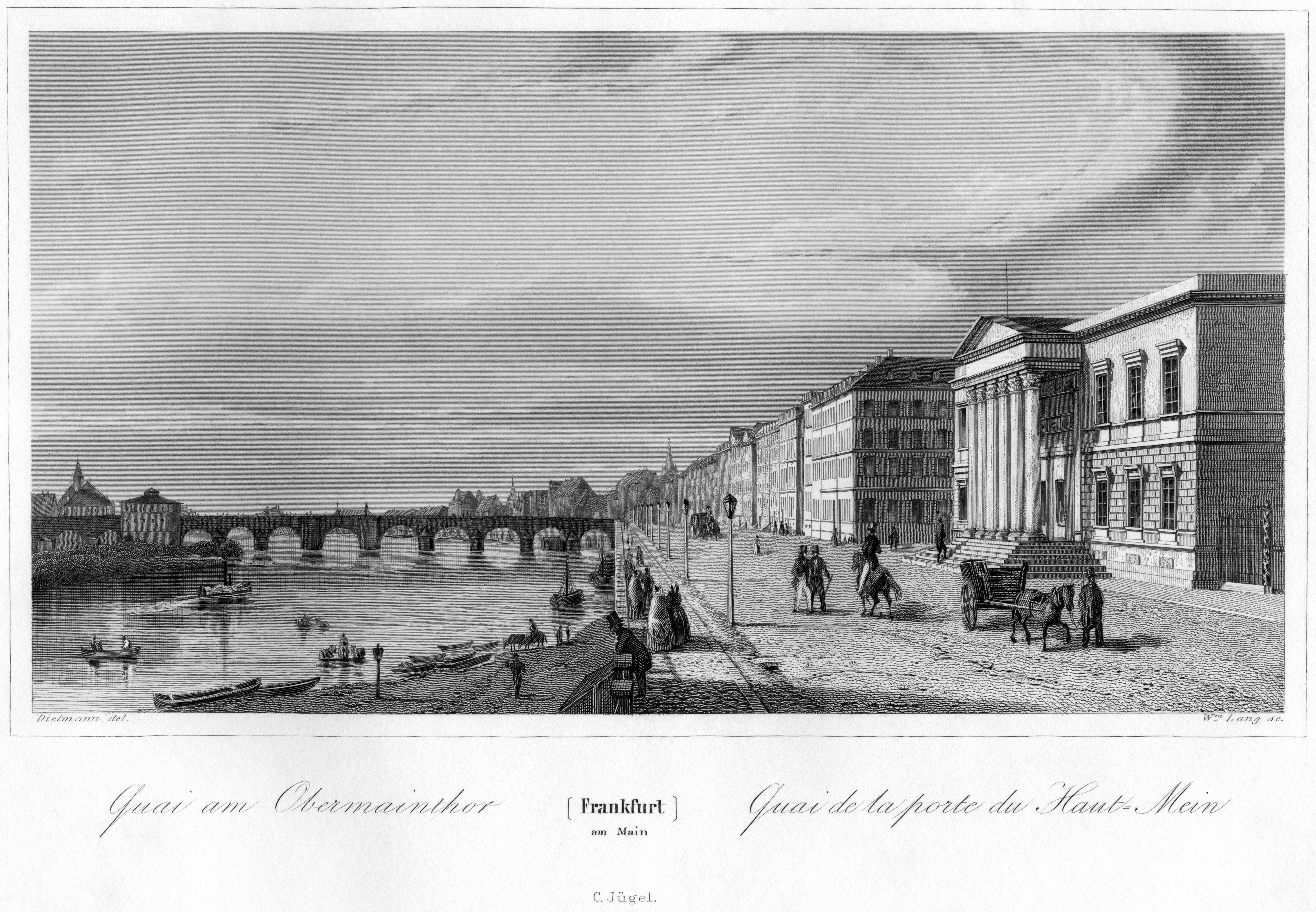
Blick von der Alten Stadtbibliothek über die Schöne Aussicht nach Westen, im Hintergrund die Alte Brücke, 1845
(Stahlstich von Wilhelm Lang nach Vorlage von Jakob Fürchtegott Dielmann)

### Bau der Bibliothek
1816 hatte die Freie Stadt Frankfurt ihre Unabhängigkeit wiedererlangt. Die Bibliothek war die erste große Investition der Stadt nach der napoleonischen Ära. Sie sollte zugleich Denkmal für die wiederhergestellte Freie „bürgerliche Stadtrepublik“ sein. Der zweigeschossige Bau wurde 1820 bis 1825 von Stadtbaumeister Johann Friedrich Christian Heß an der Schönen Aussicht errichtet, dem Hochkai des Mains östlich der Alten Brücke. Der von sechs korinthischen Säulen getragene Giebel sollte ursprünglich die Aufschrift Studiis libertati reddita civitas tragen, da sie aber in nur vier Worten drei Fehler enthielt, wurde sie von Arthur Schopenhauer als „Küchenlatein“ bezeichnet. Er schlug daher eine neue Inschrift vor, die auf den Giebel angebracht wurde: Litteris Recuperata Libertate Civitas („Die Stadt [widmet diesen Bau] nach Wiedererlangung der Freiheit den Wissenschaften“).

Fotografie der Bibliothek von 1878

Mit der Fertigstellung im Jahr 1825 der Bibliothek war die 1793 begonnene Bebauung des Fischerfeldes abgeschlossen, einer sumpfigen Flussaue, die jahrhundertelang eine Enklave innerhalb der Frankfurter Stadtmauern gebildet hatte.
An der Stadtbibliothek beginnt die 1806 angelegte Obermainanlage. Die 1876 bis 1878 entstandene Obermainbrücke (heute Ignatz-Bubis-Brücke) verbindet die Alte Stadtbibliothek mit Sachsenhausen.
1834 stifteten drei Frankfurter Bürger eine überlebensgroße Skulptur Johann Wolfgang von Goethes. Das Werk des Mailänder Bildhauers Pompeo Marchesi wurde in der Eingangshalle aufgestellt. Es ging 1944 beim Brand der Stadtbibliothek verloren.
1891 schuf der Bildhauer Friedrich Schierholz die Figuren im Tympanon. Die Figuren stellten Athene als Göttin der Wissenschaft sowie Allegorien von Kunst und Wissenschaft dar. In den Ecken befanden sich Allegorien für Handel und Industrie, zeitgenössischen Erläuterungen zufolge sei ohne diese beiden keine Kunst und Wissenschaft möglich. 1893 schuf Franz Krüger an den Flügelbauten Porträtdarstellungen von Matthäus Merian und Achilles Augustus von Lersner. Auf einer Grundfläche von 900 Quadratmetern bot die Stadtbibliothek einer Sammlung von rund 50.000 Bänden Platz, die bislang auf verschiedene Orte im Stadtgebiet verteilt waren. Die Bibliothek wurde auch als Archiv und Museum verwendet, sie war „exemplarisch“ statt „systematisch“ angelegt und damit schon in der ersten Hälfte des 19. Jahrhunderts veraltet.

### Zerstörung und Wiederaufbau

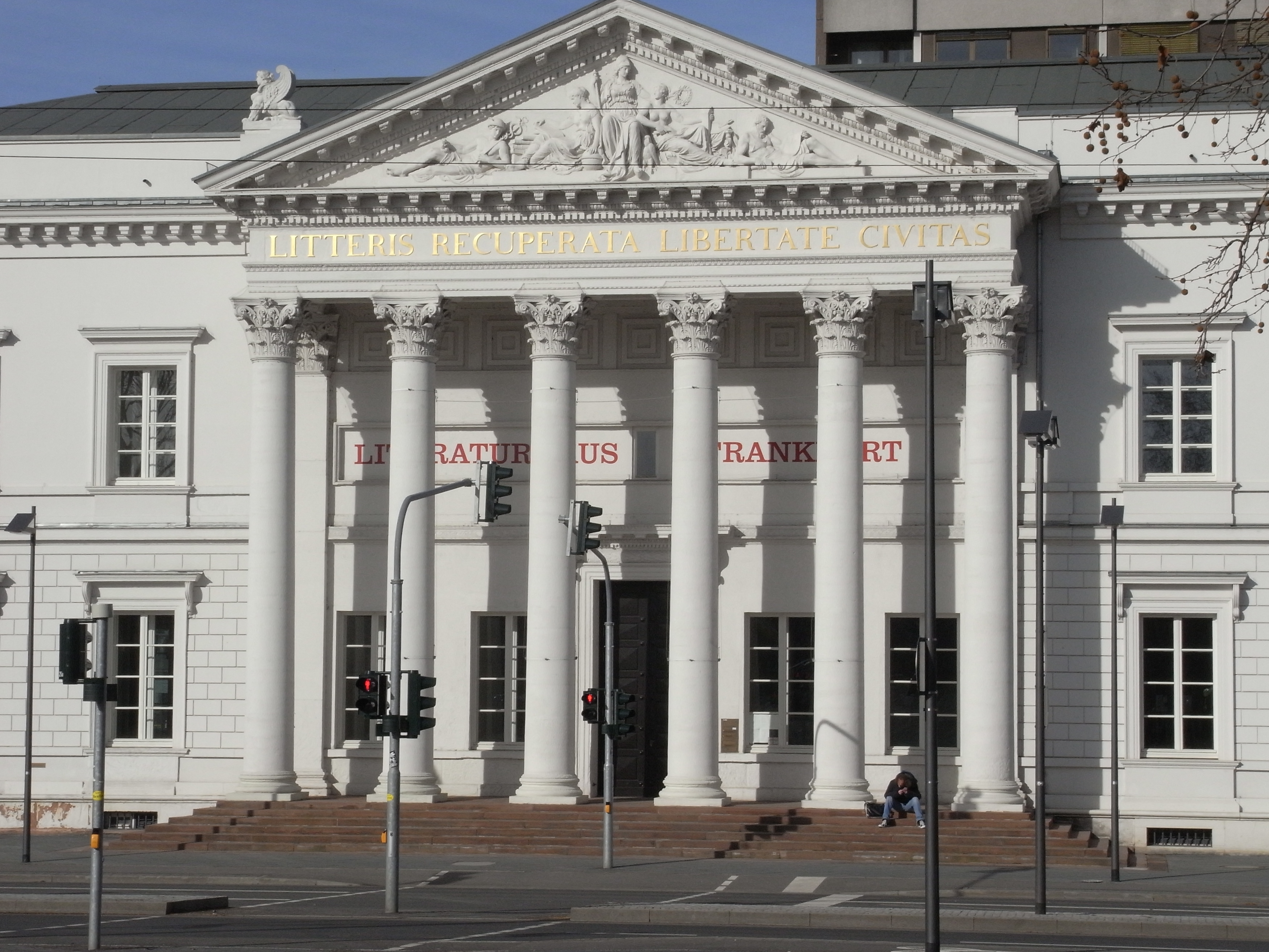
Nahaufnahme des Portikus

Im März 1944 wurde die Stadtbibliothek durch Bomben teilweise zerstört; die Ruine wurde später bis auf den Portikus abgerissen. Zwar ging ein Teil der wertvollen Bestände verloren, der größte Teil war jedoch rechtzeitig ausgelagert worden und fand 1958 zunächst im erhalten gebliebenen Rothschild-Palais am Untermainkai (heute Jüdisches Museum Frankfurt) einen Platz. 1965 wurde die Stadtbibliothek mit der Universitätsbibliothek vereinigt und bezog einen Neubau an der Bockenheimer Warte. Die Bibliothek führt heute den Namen Universitätsbibliothek Johann Christian Senckenberg.
Der stehengebliebene Portikus wurde 1958 baulich gesichert und als Mahnmal unter Denkmalschutz gestellt. 1987 wurde die Säulenvorhalle auf Anregung des damaligen Städel-Direktors Kasper König von den Architekten Marie-Theres Deutsch und Klaus Dreissigacker um einen Anbau ergänzt. Unter dem Namen Portikus machte er sich einen Namen als Ausstellungshalle für zeitgenössische Kunst.
2003 fiel die Entscheidung, den Standort für das neue Literaturhaus zu nutzen. Ein Architekturwettbewerb wurde ausgeschrieben, den der Architekt Christoph Mäckler mit dem Entwurf einer äußerlichen Rekonstruktion der alten Stadtbibliothek gewann. Der von ihm errichtete Neubau ist im Vergleich zum Vorbild auf der Rückseite um die beiden früheren Seitenflügel gestutzt.
Der Bau wurde von einem Bürgerverein und zu einem großen Teil von der Hertie-Stiftung finanziert. Im Oktober 2005 wurde der Neubau eingeweiht, der von drei Seiten eine originalgetreue Wiederherstellung des alten Zustandes ist, die Rückseite wurde verkürzt. Das Gebäude beherbergt das Literaturhaus Frankfurt und im rechten Erdgeschoss ein Restaurant mit Terrasse und Sommergarten. Eine neue Ausstellungshalle mit den Abmessungen des Vorgängergebäudes entstand nicht weit von der Alten Stadtbibliothek auf der Maininsel an der Alten Brücke. Der Name Portikus wurde dafür beibehalten, obwohl dieses Gebäude keine Säulenvorhalle besitzt.